# Distretto di At-Bašy
Il distretto di At-Bašy (in kirghiso Ат-Башы району?, At-Başı rayonu) è un distretto (raion) del Kirghizistan con  capoluogo At-Bašy.

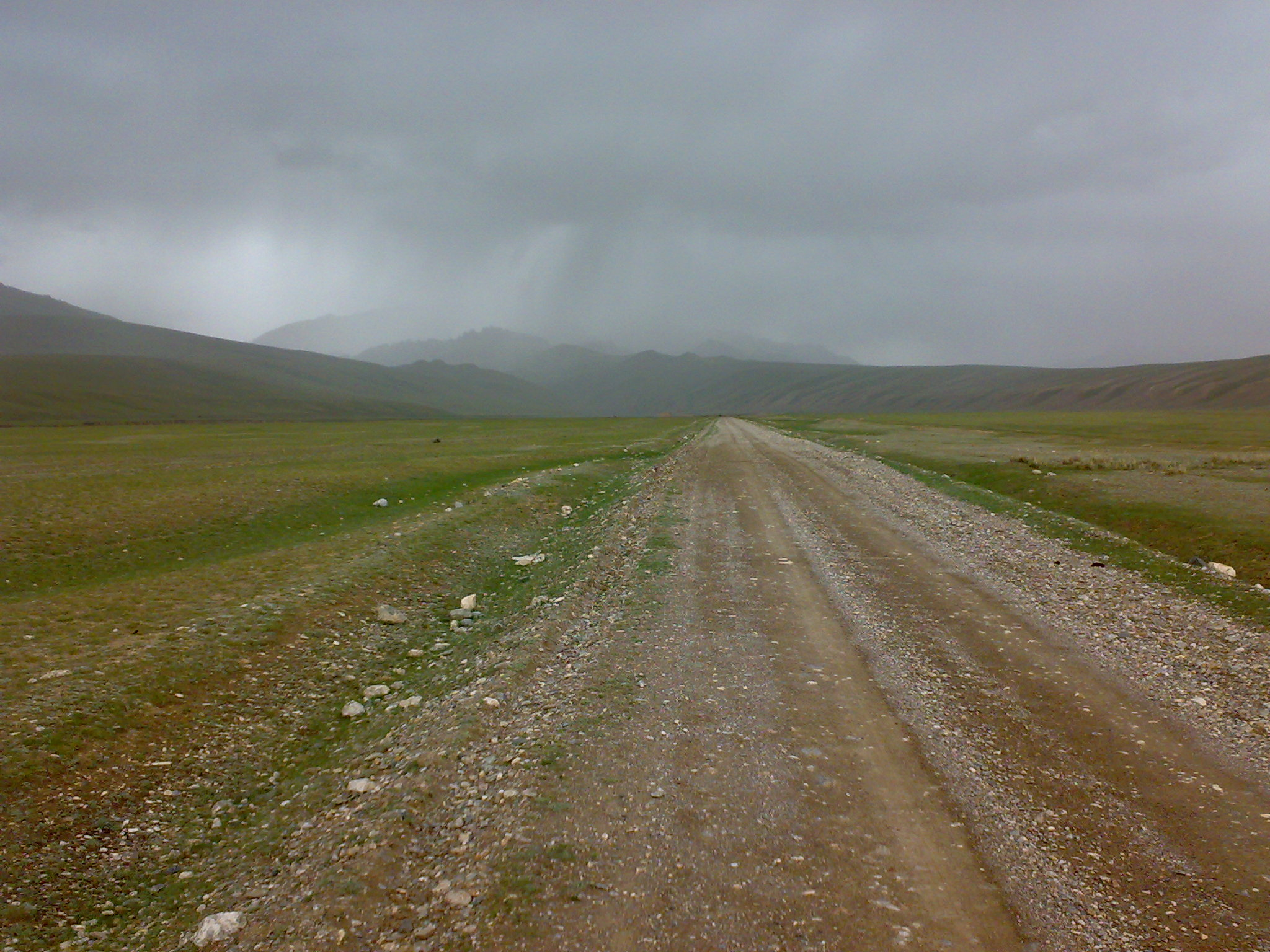
Scorcio della valle di At-Bašy